# دهستان چاشم
دهستان چاشم یکی از دهستان‌های شهرستان مهدیشهر  در استان سمنان ایران است. این دهستان در بخش شهمیرزاد جای دارد و از سمت غرب به شهرستان فیروزکوه در استان تهران و از سمت شمال به سوادکوه و دودانگه در استان مازندران و از شرق به شهرستان دامغان و از جنوب به مهدیشهر متصل می‌گردد. بر اساس سرشماری سال ۱۳۸۵، جمعیت این دهستان ۱٬۸۷۴ نفر بوده‌است.
مرکز این دهستان، روستای چاشم است و دیگر روستاهای مسکونی آن از این قرارند:
- چاشم
- اساران
- حمیدیه
- دزگره افشار پایین
- دشت گنبد
- آرتد
- دشت سفید
- هیکوه
- اوپرت
- اژگوی